# عبد الله سوماه
عبد الله سوماه (بالفرنسية: Abdoulaye Soumah)‏ (12 نوفمبر 1985 بكوناكري في غينيا - ) هو لاعب كرة قدم غيني في مركز حراسة المرمى. لعب مع أولمبي العناصر واتحاد الجزائر وفيلو ستار.

## وصلات خارجية
- عبد الله سوماه على موقع قاعدة بيانات كرة القدم.إي يو (الإنجليزية)
- عبد الله سوماه على موقع قاعدة بيانات كرة القدم.إي يو (الإنجليزية)